# گودولوو
گودولوو (به لاتین: Godlevo) یک منطقهٔ مسکونی در بلغارستان است که در شهرستان رازلوگ واقع شده‌است. گودولوو ۵۰۰ نفر جمعیت دارد.